# エアトゥーレ
エアトゥーレ（欧字名:Air Thule、1997年3月10日 - 2021年3月13日）は、日本の競走馬・繁殖牝馬。2001年の阪神牝馬ステークスの勝ち馬である。
繁殖牝馬としても、2008年の皐月賞馬キャプテントゥーレなど4頭の重賞勝ち馬を輩出する活躍を見せた。叔父にスキーキャプテンがいる。

## 競走馬時代

### 1999年
1999年10月10日に京都競馬場で行われた3歳新馬戦で、母にも騎乗経験のある武豊騎乗でデビュー。単勝1.5倍の1番人気に支持されるが、2着だった。10月30日に同じく京都競馬場で行われた新馬戦でも1番人気に支持され、デビュー2戦目で初勝利を挙げる。

### 2000年
2000年、重賞初挑戦となったクイーンカップでは、3番人気に支持されるが7着という結果に終わった。続く報知杯4歳牝馬特別でも3番人気に支持され、人気どおりの3着となり桜花賞の優先出走権を獲得した。しかし桜花賞では、4番人気だったが、スタートで2馬身以上出遅れ11着という結果に終わった。秋以降は条件戦を走り、全て1番人気に支持され3戦2勝という成績だった。

### 2001年
2001年の初戦は条件馬ながら京都牝馬ステークスに出走し3着となり、続くうずしおステークス（1600万下）では2着となった。秋に条件レースを2連勝し、迎えた阪神牝馬ステークスでは、ビハインドザマスク、ダイヤモンドビコー、ダイワルージュなどの強豪馬らを破り、重賞初勝利を挙げた。

### 2002年
2002年、この年初戦の京都牝馬ステークスでは、1番人気に支持されるが4着。続く高松宮記念は、6番人気で10着という結果に終わった。その後は日本国外へ遠征を行い、シンガポール・クランジ競馬場のクリスフライヤースプリント（G3）に出走し、ノースボーイの3着となる。その後、欧州に渡った同馬はイギリスのニューマーケットにあるジェフ・ラグ（Geoff Wragg）厩舎を拠点として、フランスのモーリス・ド・ゲスト賞（G1）ではメイボール（May Ball）に敗れたが2着と善戦した。さらにイギリスに留まり、スプリントカップ（G1）に出走するも11着であった。帰国後はキャピタルステークスで3着、連覇を目指した阪神牝馬ステークスでは8着という結果だった。

### 2003年
6歳となった2003年、阪急杯で7番人気ながら4着となり、迎えた高松宮記念では12番人気で14着と大敗。このレースを最後に引退することになり、4月12日付でJRAの競走馬登録を抹消された。

## 繁殖牝馬時代
北海道千歳市の社台ファームにて繁殖牝馬として繋養され、2番仔のキャプテントゥーレが2007年デイリー杯2歳ステークスを制し産駒の重賞初勝利を記録、翌2008年には皐月賞を制覇している。また2009年には初年度産駒であるアルティマトゥーレがセントウルステークスを勝ち上がり後にシルクロードステークスも勝利。2016年にはクランモンタナが小倉記念を、2022年にはシルヴァーソニックがステイヤーズステークスを優勝。2023年にはシルヴァーソニックがサウジカップデーのレッドシーターフハンデキャップ（GIII）を制し、産駒の海外重賞初優勝を果たすとともに、産駒の重賞勝利数が計9勝となる。また2023年にはアルティマトゥーレの孫のイーグルノワールが兵庫ジュニアグランプリを制するなど、孫以降の世代からも重賞馬が出ている。
2018年、キンシャサノキセキとの仔の出産を最後に繁殖から引退。その後は社台ブルーグラスファームにて繋養され、2021年3月13日に死亡した。24歳没。

## 競走成績
以下の内容は、netkeiba.com、JBISサーチ、香港賽馬會およびRacing Postに基づく。
| 年月日     | 競馬場     | 競走名                 | 格   | 頭数 | 枠番 | 馬番 | オッズ （人気） | オッズ （人気） | 着順 | 騎手       | 斤量   | 距離（馬場）    | タイム （上り3F） | タイム 差 | 勝ち馬/（2着馬）     |
| ---------- | ---------- | ---------------------- | ---- | ---- | ---- | ---- | --------------- | --------------- | ---- | ---------- | ------ | --------------- | ----------------- | --------- | -------------------- |
| 1999.10.10 | 京都       | 3歳新馬                |      | 13   | 8    | 12   | 01.5            | 0（1人）        | 02着 | 武豊       | 53kg   | 芝1200m（良）   | 1:10.5（34.8）    | -0.1      | ユレルオモイ         |
| 0000.10.30 | 京都       | 3歳新馬                |      | 16   | 6    | 12   | 01.4            | 0（1人）        | 01着 | 武豊       | 53kg   | 芝1400m（良）   | 1:22.9（35.7）    | -0.1      | (イアラスーベニア)   |
| 2000.02.19 | 東京       | クイーンC              | GIII | 16   | 3    | 6    | 05.9            | 0（3人）        | 07着 | 武豊       | 53kg   | 芝1600m（良）   | 1:36.9（37.1）    | -0.8      | フューチャサンデー   |
| 0000.03.12 | 阪神       | 報知杯4歳牝馬特別      | GII  | 16   | 5    | 10   | 06.6            | 0（3人）        | 03着 | 武豊       | 54kg   | 芝1400m（良）   | 1:23.4（35.1）    | -0.4      | サイコーキララ       |
| 0000.04.09 | 阪神       | 桜花賞                 | GI   | 18   | 8    | 16   | 09.0            | 0（4人）        | 11着 | 武豊       | 55kg   | 芝1600m（良）   | 1:36.3（36.6）    | -1.4      | チアズグレイス       |
| 0000.10.14 | 京都       | 4歳上500万下           |      | 17   | 5    | 10   | 04.1            | 0（2人）        | 04着 | 福永祐一   | 53kg   | 芝1400m（良）   | 1:22.1（34.8）    | -0.3      | ゴールデンバード     |
| 0000.10.29 | 京都       | 4歳上500万下           |      | 14   | 6    | 10   | 12.1            | 0（1人）        | 01着 | 福永祐一   | 53kg   | 芝1400m（重）   | 1:21.7（34.2）    | -0.1      | (ジョーディッガー)   |
| 0000.11.12 | 京都       | 醍醐特別               | 900  | 16   | 2    | 3    | 03.5            | 0（1人）        | 05着 | 福永祐一   | 53kg   | 芝1200m（良）   | 1:08.9（34.2）    | -0.2      | ナムラマイカ         |
| 0000.12.16 | 阪神       | 4歳上900万下           |      | 10   | 3    | 3    | 02.4            | 0（1人）        | 01着 | M.デムーロ | 53kg   | 芝1400m（良）   | 1:21.2（34.9）    | -0.2      | (ハギノスプレンダー) |
| 2001.01.28 | 京都       | 京都牝馬S              | GIII | 16   | 2    | 4    | 10.1            | 0（4人）        | 03着 | M.デムーロ | 52kg   | 芝1600m（稍）   | 1:35.3（35.1）    | -0.1      | グレイスナムラ       |
| 0000.02.24 | 阪神       | うずしおS              | 1600 | 14   | 3    | 3    | 02.1            | 0（1人）        | 02着 | M.デムーロ | 54kg   | 芝1400m（稍）   | 1:21.8（35.7）    | -0.2      | ハギノスプレンダー   |
| 0000.10.27 | 京都       | 3歳上1000万下          |      | 9    | 4    | 4    | 02.0            | 0（1人）        | 01着 | 藤田伸二   | 55kg   | 芝1600m（良）   | 1:35.3（34.2）    | -0.4      | (マイマリアーナ)     |
| 0000.11.17 | 東京       | 3歳上1000万下          |      | 14   | 3    | 3    | 01.6            | 0（1人）        | 01着 | 武豊       | 56kg   | 芝1600m（良）   | 1:35.5（35.6）    | -0.1      | (タイキメビウス)     |
| 0000.12.16 | 阪神       | 阪神牝馬S              | GII  | 16   | 4    | 8    | 10.2            | 0（5人）        | 01着 | M.デムーロ | 55kg   | 芝1600m（良）   | 1:33.5（35.6）    | -0.1      | (ムーンライトタンゴ) |
| 2002.01.27 | 京都       | 京都牝馬S              | GIII | 12   | 7    | 10   | 02.2            | 0（1人）        | 04着 | 武豊       | 55kg   | 芝1600m（重）   | 1:36.4（35.6）    | -0.4      | ビハインドザマスク   |
| 0000.03.24 | 中京       | 高松宮記念             | GI   | 18   | 5    | 10   | 18.5            | 0（6人）        | 10着 | 福永祐一   | 55kg   | 芝1200m（良）   | 1:09.8（36.1）    | -1.4      | ショウナンカンプ     |
| 0000.05.11 | クランジ   | クリスフライヤーS      | G3   | 12   | 10   | 11   |                 |                 | 03着 | 武豊       | 122lbs | 芝1200m（Gd）   | 1:09.9（00.0）    | -0.9      | North Boy            |
| 0000.08.11 | ドーヴィル | モーリス・ド・ゲスト賞 | G1   | 9    | 10   | 6    |                 | 0（7人）        | 02着 | 武豊       | 125lbs | 芝1300m（VSft） | 1:17.7（00.0）    |           | May Ball             |
| 0000.09.07 | ヘイドック | スプリントC            | G1   | 14   | 14   | 12   |                 | 0（6人）        | 11着 | 武豊       | 122lbs | 芝1200m（GF）   | 1:12.4（00.0）    |           | Invincible Spirit    |
| 0000.11.24 | 中山       | キャピタルS            | OP   | 13   | 1    | 1    | 10.2            | 0（5人）        | 03着 | 四位洋文   | 54kg   | 芝1600m（良）   | 1:33.7（35.1）    | -0.2      | ローエングリン       |
| 0000.12.15 | 阪神       | 阪神牝馬S              | GII  | 16   | 8    | 16   | 13.0            | 0（3人）        | 08着 | 四位洋文   | 55kg   | 芝1600m（良）   | 1:33.9（35.4）    | -0.7      | ダイヤモンドビコー   |
| 2003.03.02 | 阪神       | 阪急杯                 | GIII | 15   | 7    | 13   | 30.8            | 0（7人）        | 04着 | D.ボニヤ   | 56kg   | 芝1200m（稍）   | 1:09.1（34.7）    | -0.6      | ショウナンカンプ     |
| 0000.03.30 | 中京       | 高松宮記念             | GI   | 18   | 3    | 5    | 91.5            | （12人）        | 16着 | 四位洋文   | 55kg   | 芝1200m（良）   | 1:09.2（34.4）    | -1.1      | ビリーヴ             |

- Draw=枠番, Horse=馬番
- 馬場状態： Fm=Firm, GF=Good to Firm, Gd=Good, GS=Good to Soft, Y=Yielding, YSft=Yielding to Soft, Sft=Soft, Hy=Heavy
- 着差：dht=dead heat（同着）, nse=nose（ハナ）, shd=short head（短頭）, hd=head（アタマ）, nk=neck（クビ）, l=length（馬身）, dist=distance（大差）

## 繁殖成績
|        | 生年   | 馬名               | 性    | 毛色 | 父                 | 馬主                   | 管理調教師                     | 戦績                  | 主な勝利競走                                                | 供用           | 出典          |
| ------ | ------ | ------------------ | ----- | ---- | ------------------ | ---------------------- | ------------------------------ | --------------------- | ----------------------------------------------------------- | -------------- | ------------- |
| 初仔   | 2004年 | アルティマトゥーレ | 牝    | 鹿毛 | フジキセキ         | （有）社台レースホース | 栗東・森秀行 →美浦・奥平雅士   | 14戦7勝               | 2009年セントウルS 2010年シルクロードS                       | （繁殖牝馬）   | [ 10 ]        |
| 2番仔  | 2005年 | キャプテントゥーレ | 牡    | 芦毛 | アグネスタキオン   | （有）社台レースホース | 栗東・森秀行                   | 20戦5勝               | 2007年デイリー杯2歳S 2008年皐月賞 2009・10年朝日チャレンジC | （種牡馬）     | [ 11 ]        |
| 3番仔  | 2008年 | サトノオー         | 牡    | 芦毛 | ディープインパクト | 里見治                 | 美浦・藤沢和雄                 | 21戦2勝               |                                                             | （引退）       | [ 12 ]        |
| 4番仔  | 2009年 | クランモンタナ     | 牡    | 芦毛 | ディープインパクト | （有）社台レースホース | 栗東・音無秀孝                 | 54戦7勝               | 2016年小倉記念                                              | （引退）       | [ 13 ]        |
| 5番仔  | 2010年 | リジェネレーション | 牡    | 栗毛 | アグネスタキオン   | （有）社台レースホース | 栗東・角居勝彦                 | 3戦1勝                |                                                             | （引退）       | [ 14 ]        |
| 6番仔  | 2011年 | ミラクルホース     | 牡    | 鹿毛 | ゼンノロブロイ     | 松木和子               | 高知・松木啓助                 | 地方51戦6勝           |                                                             | （引退）       | [ 15 ]        |
| 7番仔  | 2012年 | コンテッサトゥーレ | 牝    | 鹿毛 | ディープインパクト | （有）社台レースホース | 栗東・安田隆行                 | 14戦2勝               |                                                             | （繁殖牝馬）   | [ 16 ]        |
| 8番仔  | 2013年 | テラノヴァ         | 牝    | 芦毛 | ヴィクトワールピサ | （有）社台レースホース | 栗東・須貝尚介                 | 30戦4勝               |                                                             | （繁殖牝馬）   | [ 17 ] [ 18 ] |
| 9番仔  | 2014年 | ヘヴントゥナイト   | 牡→騸 | 芦毛 | ダイワメジャー     | （有）社台レースホース | 栗東・杉山晴紀 →小林・荒山勝徳 | 32戦4勝               |                                                             | （引退）       | [ 19 ]        |
| 10番仔 | 2016年 | シルヴァーソニック | 牡    | 芦毛 | オルフェーヴル     | （有）社台レースホース | 栗東・池江泰寿                 | JRA23戦5勝 海外1戦1勝 | 2022年ステイヤーズS（GII） 2023年レッドシーターフH（G3）    | （引退）       | [ 20 ] [ 21 ] |
| 11番仔 | 2017年 | ナムアミダブツ     | 牡    | 鹿毛 | オルフェーヴル     | 小阪優友 →仔馬カメラ   | 栗東・石坂公一 →美浦・加藤和宏 | 35戦2勝               |                                                             | （現役競走馬） | [ 22 ]        |
| 12番仔 | 2018年 | ノルトエンデ       | 牡    | 芦毛 | キンシャサノキセキ | （有）社台レースホース | 美浦・金成貴史                 | 1戦0勝                |                                                             | （引退）       | [ 23 ]        |

- 2025年4月25日現在

## 血統表
| エアトゥーレの血統                          | エアトゥーレの血統            | エアトゥーレの血統     | （血統表の出典）       | （血統表の出典）      |
| 父系                                        | ゼダーン系                    | ゼダーン系             | ゼダーン系             | [ § 2 ]               |
| 父 *トニービン Tony Bin 1983 鹿毛           | 父の父*カンパラ 1976 黒鹿毛   | Kalamoun               | *ゼダーン              | *ゼダーン             |
| 父 *トニービン Tony Bin 1983 鹿毛           | 父の父*カンパラ 1976 黒鹿毛   | Kalamoun               | Khairunissa            |                       |
| 父 *トニービン Tony Bin 1983 鹿毛           | 父の父*カンパラ 1976 黒鹿毛   | State Pension          | *オンリーフォアライフ  | *オンリーフォアライフ |
| 父 *トニービン Tony Bin 1983 鹿毛           | 父の父*カンパラ 1976 黒鹿毛   | State Pension          | Lorelei                |                       |
| 父 *トニービン Tony Bin 1983 鹿毛           | 父の母Severn Bridge 1965 鹿毛 | Hornbeam               | Hyperion               | Hyperion              |
| 父 *トニービン Tony Bin 1983 鹿毛           | 父の母Severn Bridge 1965 鹿毛 | Hornbeam               | Thicket                |                       |
| 父 *トニービン Tony Bin 1983 鹿毛           | 父の母Severn Bridge 1965 鹿毛 | Priddy Fair            | Preciptic              | Preciptic             |
| 父 *トニービン Tony Bin 1983 鹿毛           | 父の母Severn Bridge 1965 鹿毛 | Priddy Fair            | Campanette             |                       |
| 母 *スキーパラダイス Ski Paradise 1990 芦毛 | 母の父Lyphard 1969 鹿毛       | Northern Dancer        | Nearctic               | Nearctic              |
| 母 *スキーパラダイス Ski Paradise 1990 芦毛 | 母の父Lyphard 1969 鹿毛       | Northern Dancer        | Natalma                |                       |
| 母 *スキーパラダイス Ski Paradise 1990 芦毛 | 母の父Lyphard 1969 鹿毛       | Goofed                 | Court Martial          | Court Martial         |
| 母 *スキーパラダイス Ski Paradise 1990 芦毛 | 母の父Lyphard 1969 鹿毛       | Goofed                 | Barra                  |                       |
| 母 *スキーパラダイス Ski Paradise 1990 芦毛 | 母の母Ski Goggle 1980 芦毛    | *ロイヤルスキー        | Raja Baba              | Raja Baba             |
| 母 *スキーパラダイス Ski Paradise 1990 芦毛 | 母の母Ski Goggle 1980 芦毛    | *ロイヤルスキー        | Coz o'Nijinsky         |                       |
| 母 *スキーパラダイス Ski Paradise 1990 芦毛 | 母の母Ski Goggle 1980 芦毛    | Mississippi Siren      | Delta Judge            | Delta Judge           |
| 母 *スキーパラダイス Ski Paradise 1990 芦毛 | 母の母Ski Goggle 1980 芦毛    | Mississippi Siren      | Cable Censor           |                       |
| 母系(F-No.)                                 | (FN:3-l)                      | (FN:3-l)               | (FN:3-l)               | [ § 3 ]               |
| 5代内の近親交配                             | Fair Trial 6.25% 5 x 5        | Fair Trial 6.25% 5 x 5 | Fair Trial 6.25% 5 x 5 | [ § 4 ]               |
| 出典                                        | 1. 2. 3. 4.                   | 1. 2. 3. 4.            | 1. 2. 3. 4.            | 1. 2. 3. 4.           |

- 半姉アグネスショコラ（父サンデーサイレンス）の産駒にゴールデンチケット（兵庫チャンピオンシップ）とロワジャルダン（みやこステークス）の兄弟がいる。
- 半妹アスピリンスノー（父エルコンドルパサー）の孫にペリエール（ユニコーンステークス）がいる。